# Municipio de Tamasopo
El municipio de Tamasopo es uno de los 59 municipios en que se encuentra dividido el estado mexicano de San Luis Potosí, localizado en la región Huasteca. Su cabecera es la localidad de Tamasopo.

## Geografía
Está localizado en la región sureste del estado, área conocida como zona Huasteca. Tiene una amplia diversidad de flora y fauna por pertenecer a esta región. Tamasopo, “la puerta de la Huasteca”, y a la vez puerta de entrada a la nación pame, destaca por sus parajes naturales y por contar en su territorio (el tercero en extensión de la huasteca potosina) con gran variedad de ambientes: ríos, cascadas, sótanos y cuevas, lagunas, pantanos, cañones, valles y sierras.

## Demografía
La población total del municipio de Tamasopo, de acuerdo a los resultados del Conteo de Población y Vivienda del Instituto Nacional de Estadística y Geografía, es de 28 848 habitantes (2010), siendo estos 14 563 hombres y 14 285 mujeres; de los cuales 8208 se encuentran en el área metropolitana de la Ciudad de Tamasopo que comprende la cabecera municipal, Agua Buena, El mirador y Cafetal. Tambaca cuenta con 3550 habitantes y Damián Carmona 2131.

## Ciudad de Tamasopo
La ciudad de Tamasopo es una pequeña área metropolitana del estado de San Luis Potosí, que significa en lengua tének "lugar que gotea". Está comprendido por la cabecera municipal y la delegación de Agua Buena, separadas por tan solo cuatro kilómetros a la altura del río Tamasopo.

## Historia
La población siempre ha llevado la misma denominación, pero el municipio era conocido como La Palma, hasta el año 1932 cuando cambia oficialmente a Tamasopo. Aquí convergen las tierras cálidas de la huasteca con las tierras altas y frías de la Pamería, siendo San Francisco de La Palma, al suroeste del municipio, el núcleo pame de mayor extensión en toda la pamería, abarcando varios municipios, incluidos Tamasopo y Rayón.

## Economía
Agricultura. La mayor parte de la población se dedica al cultivo de la caña de azúcar y, en menor escala, a plantaciones de maíz, plátano, papaya, mango, mamey, frijol y cítricos.
Tiene un ingenio azucarero en la delegación de Tambaca, el cual es uno de los primeros en producción de azúcar a nivel nacional.

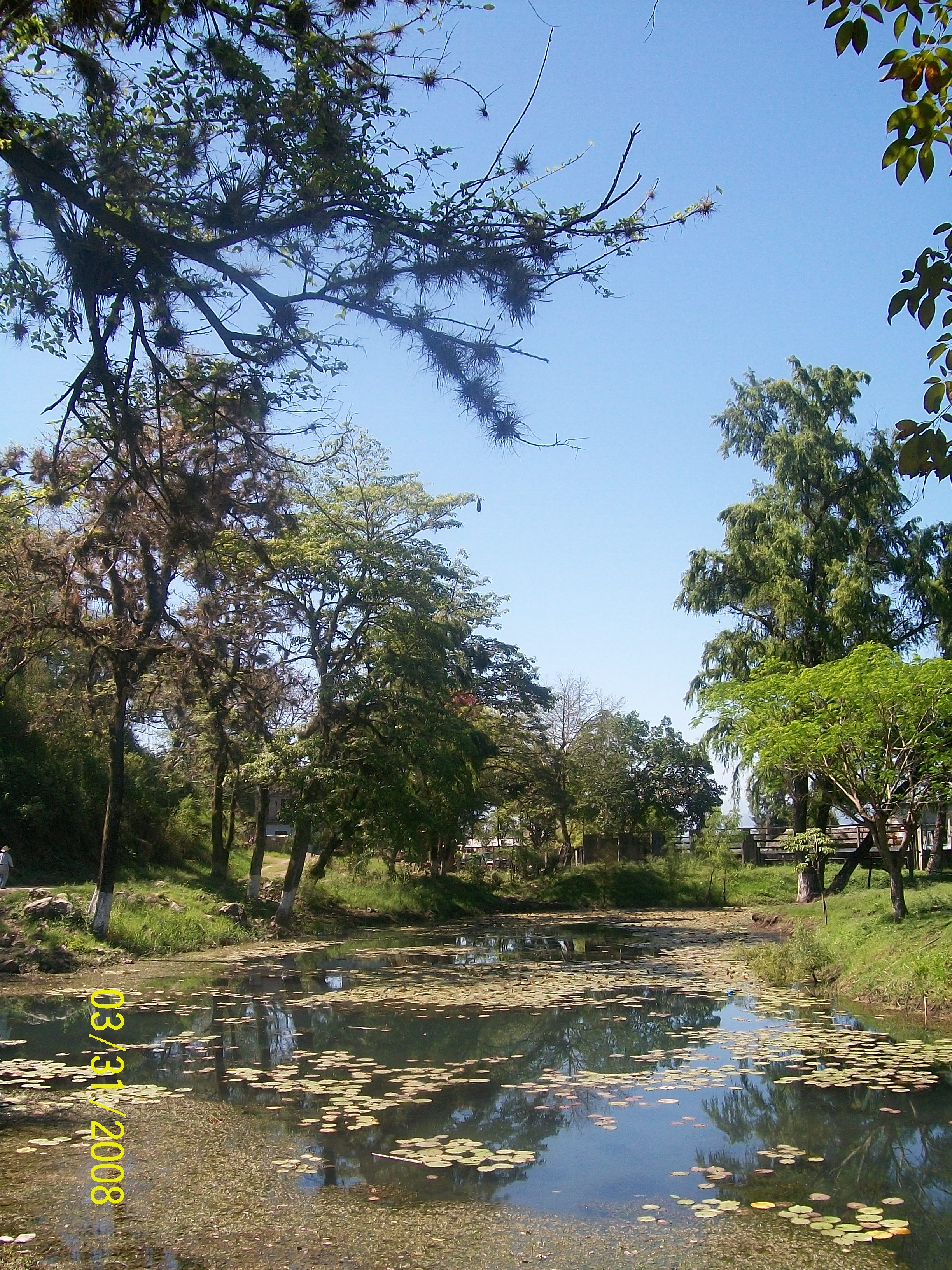
Nacimiento de Ciénega de Tamasopo en localidad de Cabezas

Turismo. Dentro del territorio del municipio se encuentran la famosa Cascada de Tamasopo, formada por una caída de agua del río del mismo nombre, el Trampolín y el muy famoso Puente de Dios. Este es un lugar muy frecuentado por las personas que practican el turismo ecológico. La ciénega de Cabezas está en proceso de declararse “zona protegida” por la variedad de especies que ahí habitan.
El espacio llamado Trampolín varía en profundidad y se presta a ser punto de reunión de las familias visitantes ya que cuenta con espacio suficiente fuera del agua para una sana convivencia y dentro de la misma se puede disfrutar de acuerdo a su necesidad de aventura (poca o mucha profundidad del río).
La advertencia sería que siempre haya vigilancia de los menores o de personas con poca experiencia en la natación.
La experiencia es muy bonita gracias al panorama natural y la calidez de los lugareños y se encuentra a unos pasos de las Cascadas de Tamasopo en la comunidad llamada Agua Buena.